# Muzeum Okręgowe w Lesznie

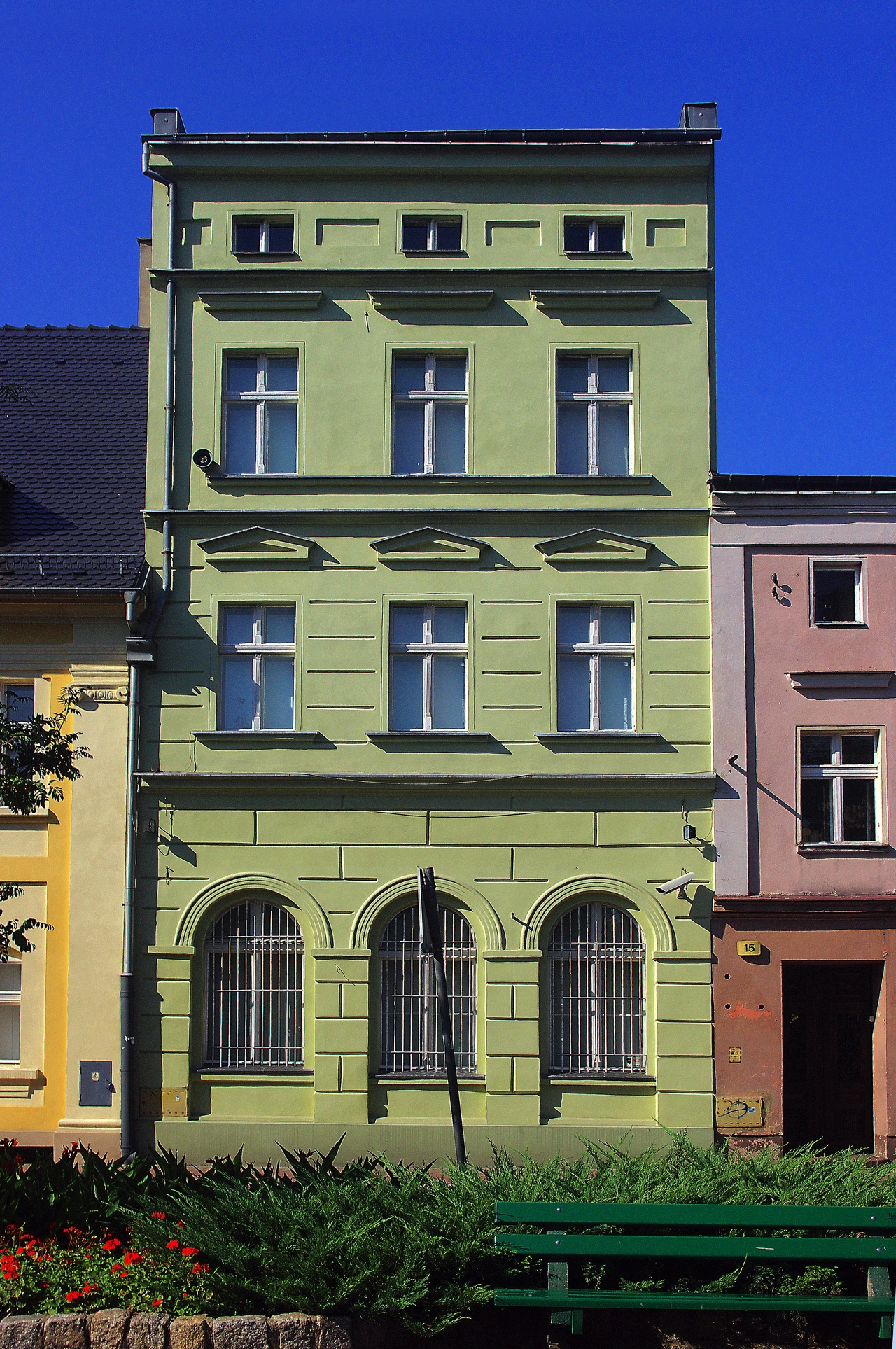
Kamienica przy pl. Jana Metziga 16, w której znajduje się część administracyjna muzeum

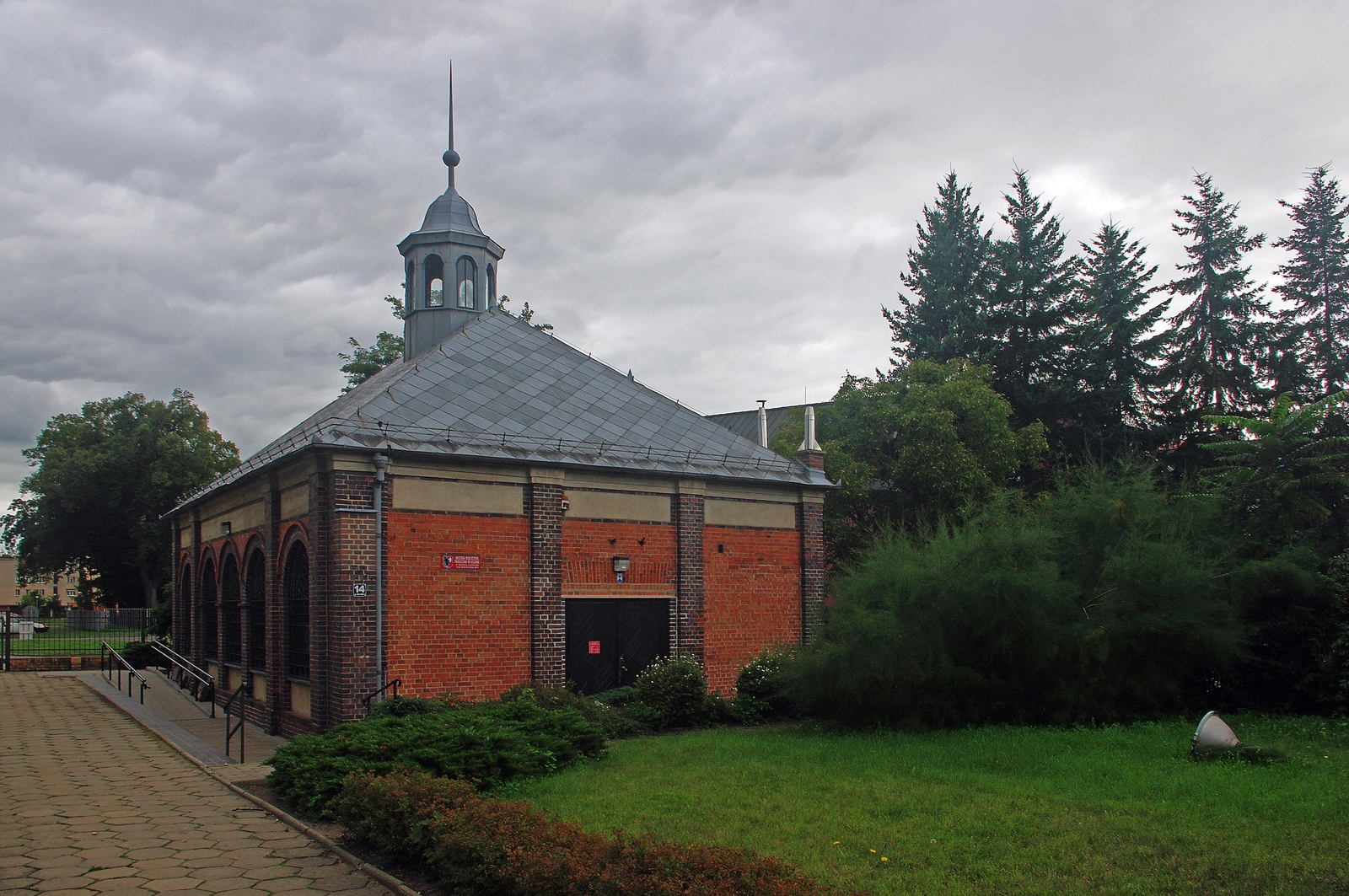
Dom przedpogrzebowy w Lesznie, mieści zbiory judaiców

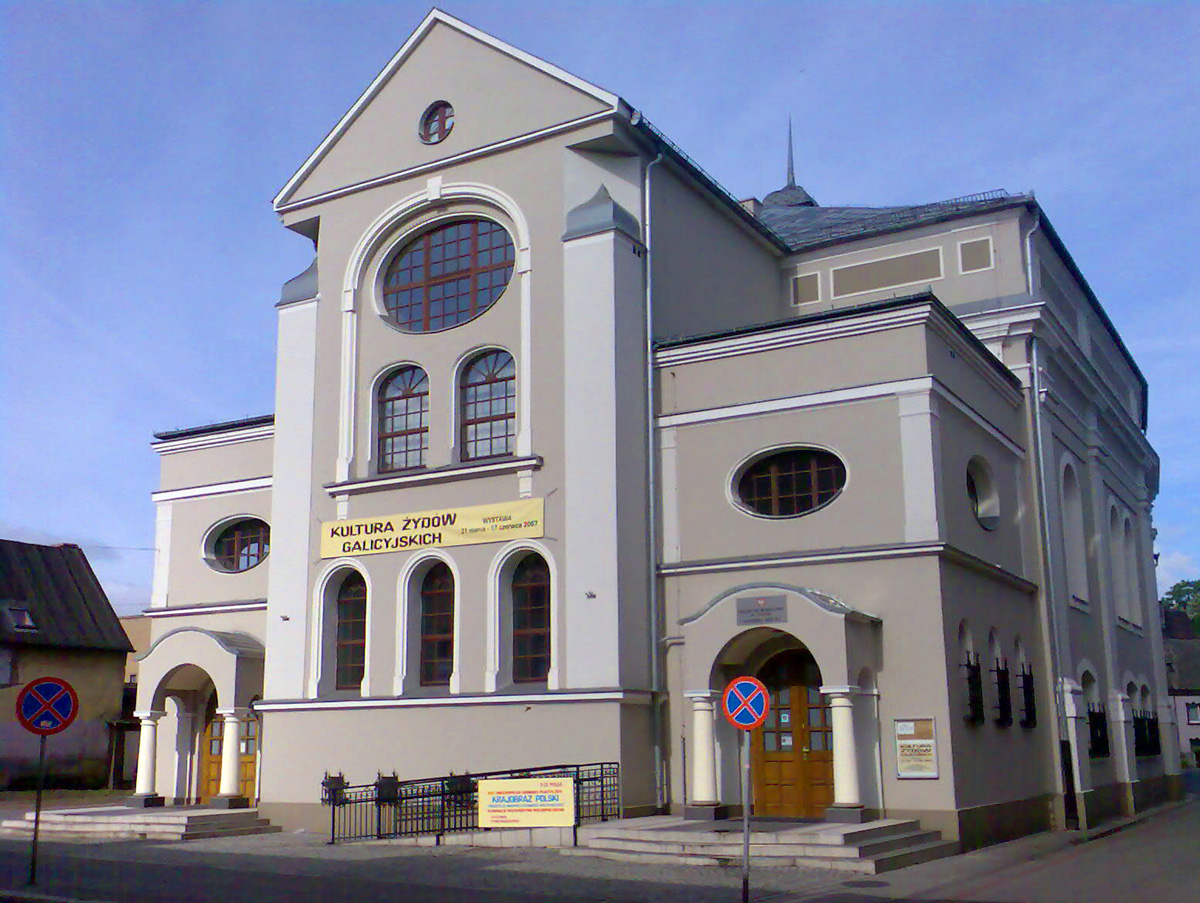
Nowa Synagoga w Lesznie, miejsce wystaw czasowych i sztuki współczesnej

Muzeum Okręgowe w Lesznie – placówka muzealna znajdująca się w Lesznie.

## Historia
Pierwszą w Lesznie placówką kulturalną o charakterze muzealnym było założone w 1924 tzw. Muzeum Rodzime, które funkcjonowało przy Towarzystwie Czytelni Ludowych. Posiadało ponad tysiąc eksponatów, które były darowizną jednego z leszczyńskich nauczycieli. Podczas II wojny światowej znaczna część zbiorów uległa zniszczeniu, pozostałe zostały rozproszone. Cztery lata po zakończeniu wojny Zarząd Miejski podjął decyzję o zainicjowaniu działalności muzeum kultury miejskiej XVII i XVIII wieku.
W grudniu 1949 r. placówkę wpisano do państwowego rejestru muzeów, a 1 stycznia zainaugurowano jego działalność. Podlegało ono Muzeum Wielkopolskiemu w Poznaniu, a jego siedzibą był leszczyński ratusz. Po ośmiu latach pieczę nad muzeum przejął miejski samorząd, ale utraciło ono siedzibę. Wobec braku miejsca do zorganizowania ekspozycji zasoby przewieziono do pałacu w Rogalinie, ale po krótkim czasie powróciły one do Leszna i były składowane w kościele św. Krzyża.
Pod koniec 1962 r. na siedzibę muzeum przydzielono budynek dawnej pastorówki ewangelickiej przy placu Jana Metziga 17, od początku 1963 działała tam ekspozycja związana z historią miasta i regionu. Liczba zbiorów szybko rosła i konieczne stało się powiększenie placówki, co stało się możliwe dzięki decyzji Prezydium Rady Miasta, które oddało na potrzeby wystawiennicze wnętrza domu numer 16. W 1993 r. w dawnym domu pogrzebowym gminy żydowskiej zorganizowano ekspozycję sztuki judaistycznej, równocześnie rozpoczęto remont przejętej w kwietniu 1992 r. Nowej Synagogi. Został on przerwany w 1999 r., ponieważ w oparciu o uchwałę o restytucji mienia żydowskiego roszczenia do obiektu zgłosiła Gmina Wyznaniowa Żydowska we Wrocławiu. Po kilku latach sporu Sejmik Województwa Wielkopolskiego zapłacił odszkodowanie, a Gmina wycofała swoje roszczenia. Od 2006 r. Nowa Synagoga pełni rolę galerii sztuki.
W 2016 r. muzeum zostało wyróżnione statuetką "Dobosz Powstania Wielkopolskiego", przyznawaną przez Zarząd Główny Towarzystwa Pamięci Powstania Wielkopolskiego 1918/1919.
Po zwrocie Parafii Ewangelicko-Augsburskiej w Lesznie siedziby przy pl. Jana Metziga 17 w 2021 r. Muzeum posiada dwie sale wystawiennicze w budynku Nowej Synagogi, przy ul. Gabriela Narutowicza 31: wystawę stałą dziejów Leszna oraz salę wystaw czasowych.

## Zbiory
Zasadniczy trzon zbiorów stanowią cenne pamiątki artystyczne, historyczne i etnograficzne, będące świadectwem kultury, historii i aspiracji mieszkańców Leszna i regionu. Złożyły się na nie – prócz współczesnych nabytków pozyskanych drogą darów i zakupów – zbiory zabezpieczone po II wojnie światowej w Składnicy Zabytków Instytutu Zachodniego w Lesznie, przekazy instytucji samorządowych oraz wywiezione przez hitlerowców argentaria i inne ruchomości z kościoła braci czeskich, rewindykowane w 1962 r. z terenu byłej Niemieckiej Republiki Demokratycznej. Do historycznych kolekcji obrazujących kulturę dawnego Leszna należą też m.in.: portrety trumienne szlachty kalwińskiej z kościoła św. Jana, portrety królów kurkowych – członków leszczyńskiego bractwa strzeleckiego z lat 1715–1936, dworskie wizerunki reprezentantów rodów Leszczyńskich, Sułkowskich i innych rodzin arystokratycznych i szlacheckich z regionu południowo-zachodniej Wielkopolski XVII–XIX w. Na uwagę zasługują zbiory ikonograficzne dokumentujące przemiany urbanistyczne Leszna od połowy XVII w. po czasy współczesne (grafika, malarstwo, filokartystyka, kartografia) oraz wizerunki osób związanych z Lesznem i jego mieszkańców XVII–XX w. (m.in. graficzne portrety uczonych, portrety rektorów leszczyńskiego gimnazjum oraz proboszczów parafii luterańskiej św. Krzyża, fotografie). Kolekcje te uzupełniają zbiory biblioteczne, a w wśród nich szczególnie druki leszczyńskich oficyn drukarskich (XVII–XX w.), prace leszczyńskich uczonych oraz fragmenty dawnych kolekcji leszczyńskich parafii ewangelickich. Interesującą wartość posiadają także pamiątki po 17 pułku ułanów wielkopolskich i 55 poznańskim pułku piechoty, stacjonujących w Lesznie w okresie międzywojennym. Muzeum gromadzi także judaika oraz wytwory rzemiosła artystycznego z szczególnym uwzględnieniem prac leszczyńskich złotników.
Od początków swego istnienia Muzeum gromadzi także kolekcje artystyczne. Wiodące są m.in.: zbiory malarstwa polskiego o tematyce wiejskiej XIX-XX w. (prace m.in. Włodzimierza Przerwy-Tetmajera, Kazimierza Sichulskiego, Władysława Jarockiego, Juliana Fałata, Jacka Malczewskiego, Zofii Stryjeńskiej, Wincentego Wodzinowskiego, Stanisława Kamockiego, Bronisławy Rychter-Janowskiej, Teodora Axentowicza).

### Biblioteka
Muzealna biblioteka posiada starodruki z działających w mieście drukarń, wydawnictwa i publikacje z XIX wieku i okresu przed wybuchem II wojny światowej. Szczególnie cenne są drukowane w Amsterdamie i ilustrowane prace Jana Amosa Komeńskiego i Jana Jonstona.

### Inne zbiory
- Barokowe epitafium Samuela Szlichtynga z rozebranej świątyni w Szlichtyngowej.

## Nowa siedziba
Były dyrektor Witold Omieczyński chciał, aby muzeum zmieniło siedzibę. Obecna lokalizacja wyczerpała powierzchniowe możliwości ekspozycyjne i część zbiorów nie może być prezentowana w sposób stały. Na obiekt odpowiadający potrzebom wskazał Pałac Sułkowskich.
Obecnie Muzeum posiada kamienicę przy pl. Jana Metziga 16 (budynek administracyjny) oraz dawną synagogę. W 2021 r. samorząd województwa wielkopolskiego – którego instytucją kultury jest Muzeum od 1999 r. –  zakupił nieruchomość przy al. Jana Pawła II 11 (dawna Leszczyńska Fabryka Octu Józefa Góreckiego) z przeznaczeniem na nową siedzibę Muzeum.